# جاي فرانك ويلسون
جاي فرانك ويلسون (بالإنجليزية: J. Frank Wilson)‏ هو مغني أمريكي، ولد في 11 ديسمبر 1941 في لوفكين في الولايات المتحدة، وتوفي في 4 أكتوبر 1991.

## وصلات خارجية
- جاي فرانك ويلسون على موقع ميوزك برينز (الإنجليزية)
- جاي فرانك ويلسون على موقع ديسكوغز (الإنجليزية)